# زلزال المرج 1963
زلزال المرج اعتبر من أكبر الكوارث الطبيعية التي شهدتها ليبيا في تاريخها المعاصر حيث ضرب الزلزال الذي بلغت قوته حوالي 5.3 درجة على سلم ريختر ضرب مدينة المرج القديمة الواقعة في الجبل الأخضر مساء الخميس 21 فبراير 1963.
كان مركز الزلزال «قرية سيدي دخيل» قرب طلميثة. ونتيجته وفاة 243 شخصا وجرح المئات.
كما أسفر الزلزال عن أضرار مادية جسيمة في المباني والممتلكات تسببت في تدمير المدينة والتي أصبحت الآن أطلال بعد أن هجرها سكانها عقب الزلزال إلى مدينة المرج الجديد الحالية.